# Strada statale 13 (Polonia)
La strada statale 13 (sigla DK 13, in polacco droga krajowa 13) è una strada statale polacca che attraversa il Paese da Stettino a Rosówek.